# أردو باليق
أُرْدُو بَالِيق هي مدينة قديمة في وادي أورخون واليوم لم يبق من المدينة إلا آثارها القديمة. كانت المدينة عاصمة خاقانية الأويغور وخاقانية القرغيز.

## وصلات إضافية
- غلاسير، جيمس (24 سبتمبر 2005). "Khar Balgasyn Tuur - Ruins of Uigher Capital (8th Century)". جامعة إنديانا. مؤرشف من الأصل في 2005-10-16.